# ايلينا رانغالدير
ايلينا رانغالدير (مواليد 10 يوليو 1990 في مدينة بولسانو) ،هي لاعبة إيطالية في رياضتي قفز تزلجي وتزلج اسكندافي مشترك.

## السيرة الرياضية
في 2004،فازت ببطولة إيطاليا للتزلج الاسكندافي المشترك.

## حياتها الشخصية

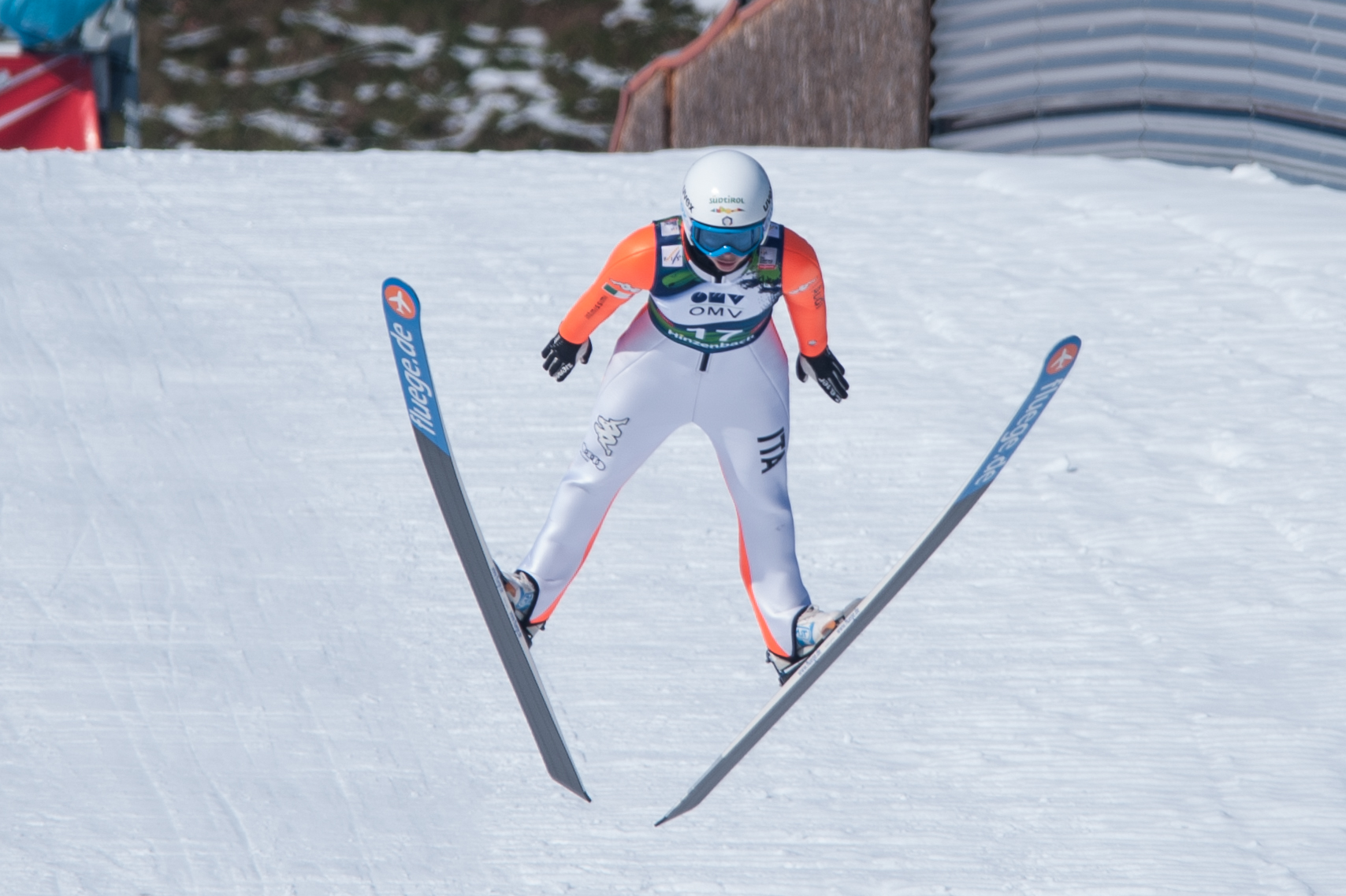
ايلينا رانغالدیر في 2015.

منذ أبريل 2013،بدأت تواعد الفرنسي فرانسوا برود،لاعب تزلج اسكندافي مشترك. كانت في السابق مخطوبة للاعب الإيطالي ديفيد هوفر،لاعب قفز تزلجي.

## روابط خارجية
- ايلينا رانغالدير على موقع الاتحاد الدولي للتزلج (القفز التزلجي) (الإنجليزية)
- ايلينا رانغالدير على موقع اللجنة الأولمبية الدولية (الإنجليزية)
- ايلينا رانغالدير على موقع أوليمبيديا (الإنجليزية)